# 长柄亮叶山香圆
长柄亮叶山香圆（学名：Turpinia simplicifolia var. longipes）为省沽油科山香圆属下的一个变种。

## 扩展阅读
- 維基物種上的相關：长柄亮叶山香圆